# Spike Lee
Shelton Jackson "Spike" Lee (Atlanta SAD, 20. ožujka 1957.) američki filmski redatelj, producent, pisac, scenarist, i glumac.  Spike Lee je kontroverzna osoba koja se u svojim javnim izjavama a u svojim filmovima bavio s pitanjima: rase, rasne politike, pripadnosti, urbanog siromaštva i kriminala, te neperspektivnosti rasnih manjina u američkom društvu.

## Neki od filmova
- 1989. – Učini pravu stvar
- 1992. – Malcom X
- 2018. – Crni član KKKlana

## Vanjske poveznice
- Spike Lee u internetskoj bazi filmova IMDb-u (engl.)